# Microstylum nigrinum
Microstylum nigrinum är en tvåvingeart som beskrevs av Günther Enderlein 1914. Microstylum nigrinum ingår i släktet Microstylum och familjen rovflugor.
Artens utbredningsområde är Kambodja. Inga underarter finns listade i Catalogue of Life.